# Тосиро, Масаки
Масаки Тосиро (яп. 戸城 正貴, 13 апреля 1980, Саппоро, Хоккайдо) — японский саночник, выступавший за сборную Японии с 2000 года по 2009-й. Участник зимних Олимпийских игр в Турине, многократный призёр национального первенства.

## Биография
Масаки Тосиро родился 13 апреля 1980 года в городе Саппоро, остров Хоккайдо. Активно заниматься санным спортом начал в возрасте двадцати лет, в 2000 году прошёл отбор в национальную сборную и стал принимать участие в различных международных соревнованиях. На чемпионате мира 2003 года в латвийской Сигулде занял десятое место среди смешанных команд, в следующем сезоне дебютировал во взрослом Кубке мира, добравшись в общем зачёте до девятнадцатой позиции. Мировое первенство на домашней трассе в Нагано окончил пятнадцатым местом мужского одиночного разряда и десятым в эстафете. В 2005 году на чемпионате мира в американском Парк-Сити был четырнадцатым среди одноместных саней и восьмым в зачёте смешанных команд. По окончании кубкового сезона поднялся в мировом рейтинге сильнейших саночников до двадцатой строки.
Благодаря череде удачных выступлений Тосиро удостоился права защищать честь страны на зимних Олимпийских играх 2006 года в Турине, планировал побороться там за медали в мужской парной программе вместе с Горо Хаясибэ, однако в итоге добрался лишь до двенадцатой позиции. Кубковый цикл при этом окончил на двадцать шестом месте общего зачёта. На чемпионате мира 2007 года в австрийском Иглсе был двадцать третьим, тогда как в мировом рейтинге после всех кубковых этапов спустился до двадцать второй строки. В 2008 году на мировом первенстве в немецком Оберхофе повторил достижение предыдущего раза — двадцать третья позиция, при этом в Кубке мира поднялся до двадцать второго места.
Последним крупным международным стартом для Масаки Тосиро стал чемпионат мира 2009 года в американском Лейк-Плэсиде, где он пришёл к финишу шестнадцатым. Показав в мировом кубке двадцать второй результат и не сумев пробиться на Олимпиаду в Ванкувер, вскоре он принял решение завершить карьеру профессионального спортсмена, уступая место молодым японским саночникам.